# Andrea De Litio

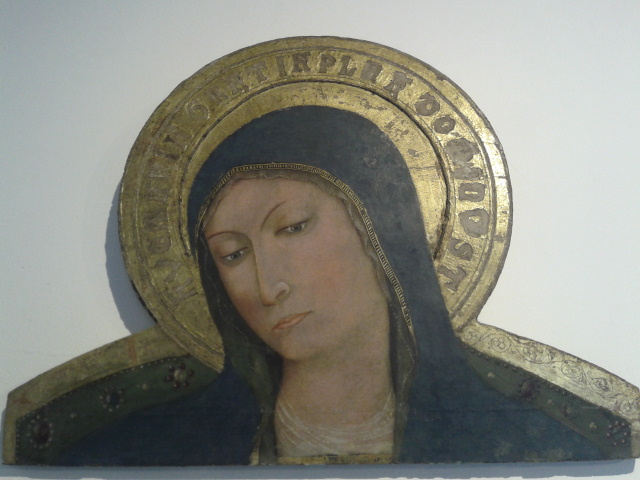
La Vergine nota come Madonna di Cese (Museo d'arte sacra della Marsica, Celano)

Andrea De Litio (o anche Delitio; Lecce nei Marsi, 1420 circa – Atri, 1495 circa) è stato un pittore italiano del Rinascimento. Tra i massimi esponenti della pittura centro-meridionale dell'epoca, fu artista di rilievo del Quattrocento italiano, assieme a Saturnino Gatti e agli scultori Nicola da Guardiagrele e Silvestro dell'Aquila; il suo stile rimase comunque legato anche al tardo gotico, anche se conosceva bene l'arte dei suoi più noti contemporanei.

## Biografia

### La nascita e i dubbi sul luogo d'origine

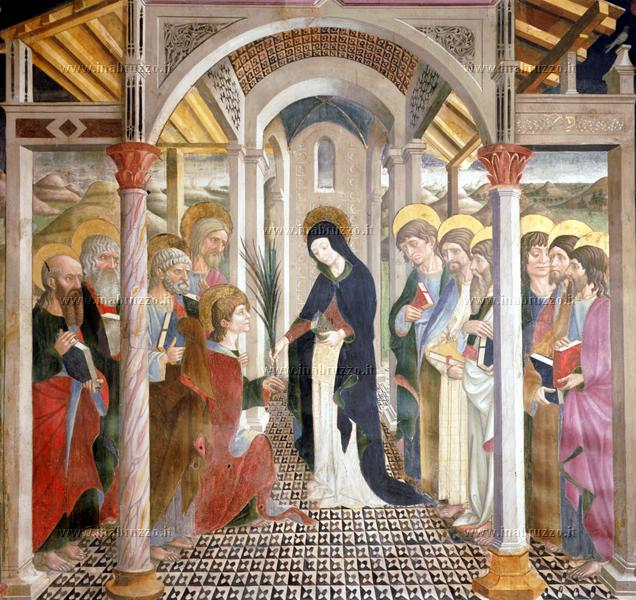
Commiato di Maria dagli apostoli, affresco, Concattedrale di Santa Maria Assunta, Atri.

La data di nascita di Andrea De Litio è ipoteticamente circoscritta, secondo Guglielmo Matthiae tra il 1415 e il 1420. L'ipotesi più accreditata, oggi, è quella che il pittore sia nato nel piccolo borgo marsicano di Lecce nei Marsi, visto che il suo cognome De Litio, deriva dalla forma latina De Lictio che a sua volta è una deformazione del nome De Leccia, cioè "nativo di Lecce". Che il pittore sia nato nella città di Lecce in Puglia è improbabile (infatti, nei documenti cittadini non è mai menzionato e questi non ha mai lasciato una sua opera nella regione), e che la sua famiglia fosse originaria di lì è poco convincente, visto che i De Lictio sono documentati in Abruzzo fin dal XII secolo. Ma l'ipotesi che il pittore sia nato nella Marsica non convince tutti, anzi, solo recentemente è stata ipotizzata una nascita a Lecce nei Marsi. Infatti, molte città abruzzesi rivendicano l'onore di aver dato i natali a questo pittore, sostenute anche da alcuni studiosi che ritengono poco convincente la nascita del De Litio nel paese marsicano (che non avrebbe potuto offrirgli nemmeno una minima opportunità per la sua formazione). Al posto di Lecce nei Marsi molti studiosi propongono Guardiagrele, dove sono documentati dei Litio dal 1107: la famiglia, di origine veneziana, era una famiglia d'arte. Infatti, un tal Bartolomeo Litio esegue per la chiesa di Santa Maria del Riparo di quel borgo un sepolcro (distrutto) nel 1107; un altro Bartolomeo, nel 1258, per la chiesa di San Francesco esegue un monumento gotico in marmo (perduto), e nel 1312 un altro membro della famiglia esegue un affresco nel Duomo di Guardiagrele (scomparso). E Andrea De Litio, nel 1473, esegue un altro affresco per la stessa chiesa. Quest'ipotesi, sostenuta all'inizio del Novecento da storici locali come Giuseppe Iezzi, era accreditata dal solo fatto che, nel XV secolo, Guardiagrele era un piccolo centro del Rinascimento ed era battuto da noti artisti, come Nicola da Guardiagrele. Precedentemente, tra il XIX e il XX secolo altri studiosi avevano proposto altri probabili luoghi di nascita: L'Aquila, dove realizzerà molte opere tra il 1450 e il 1470; Atri, dove Andrea prenderà dimora e aprirà bottega dal 1445 al 1481, forse morendo anche in quella città; Chieti, dove della sua prolifica attività è rimasto solo un affresco frammentario; e Sulmona, dove fu attivo in vari cantieri. Tuttavia, nessuna delle ipotesi su luoghi d'origine del pittore diversi da Lecce nei Marsi sono supportate da documenti inconfutabili. Durante i lavori del convegno al museo Paludi di Celano, nel settembre del 2000, sono stati mostrati i contratti di allogagione originali con i quali si stipulava, tra Andrea Delitio e i vari committenti, la realizzazione di affreschi sia per la chiesa di San Francesco della Scarpa di Sulmona che per la chiesa di Sant'Agostino di Norcia, sui quali si rintracciano le prove della provenienza del pittore (cfr. Andreadelitio.com)

### Formazione
Ancora bambino, Andrea De Litio andò a bottega presso il Maestro del Trittico di Beffi, a L'Aquila, massimo pittore tardo gotico dell'Abruzzo. Successivamente, fece una brevissima sosta nella Marsica (e se si ritiene credibile l'ipotesi che Lecce nei Marsi sia la città natale, è da credere che si sia fermato sicuramente lì) e quindi, adolescente, se ne partì per Firenze, dove entrò per un breve periodo nella bottega di Masolino da Panicale e venne a conoscenza del linguaggio dei pittori fiorentini (specialmente Masaccio) e di quelli senesi. Successivamente fece ritorno in Abruzzo.

### Gli esordi:La Madonna di Cese (1439 circa)
In Abruzzo Andrea De Litio raggiunse nuovamente il territorio marsicano e qui dipinse la sua prima opera: una Vergine con Bambino per la chiesa di Santa Maria a Cese, frazione di Avezzano. Di questa grande tavola, che doveva essere collocata sull'altare maggiore, ci è pervenuta a causa del terremoto della Marsica del 1915 solo la parte superiore con il busto della Vergine e parte del trono, la cosiddetta Madonna di Cese. Quest'opera, spostata al Museo di Palazzo Venezia e al Museo Nazionale d'Abruzzo e infine nel Museo d'arte sacra della Marsica di Celano, mostra reminiscenze gotiche unite alla novità della pittura fiorentina e senese, specialmente di Masolino da Panicale: il volto è leggermente piegato verso sinistra, lo sguardo è severo e malinconico allo stesso tempo; un prezioso manto blu le copre il capo; tutt'intorno all'aureola corre una scritta: AVE MARIA GRATIA PL(ENA) D (.....)ST. Il trono, o quello che è rimasto visibile, è decorato da varie pietre preziose rese con realismo. Da notare come la spalla destra della Vergine sia molto più grande di quella sinistra, frutto di un errore dovuto al fatto che il pittore era ancora alle prime armi. Genericamente si data l'opera al 1439.

### A Celano, Val Padana e Venezia (1440- 1441)
Subito dopo la realizzazione della Madonna di Cese, verso il 1440, si spostò nella vicina Celano dove collaborò con il Maestro del Trittico di Beffi alla realizzazione di un ciclo di affreschi nella chiesa di San Giovanni Battista. La presenza del De Litio accanto alla figura del Maestro di Beffi non vuol dire che dipendesse ancora in qualche maniera dal suo primo maestro, anzi, sembra che la fama di De Litio sia stata raggiunta velocemente, tanto che poco tempo dopo egli stesso apparirà con il titolo di "maestro". Molto probabilmente si trattò dunque solo di collaborazione, prassi tipica dell'epoca. Andrea De Litio realizzerà in quella chiesa di Celano solo una Madonna con Bambino, ancora permeata da influssi gotici, ma più "umanizzata" rispetto alle figure dipinte contemporaneamente dal Maestro del Trittico di Beffi. Successivamente andò in Val Padana (il cui paesaggio è riscontrabile in alcuni suoi dipinti), forse alle corti di Ferrara e Mantova, per conoscere lo stile artistico che vi si andava maturando. Alcuni critici degli inizi del Novecento hanno a lungo parlato di una sua opera lì andata perduta, ipotesi poi screditata. Non è certo che salisse fino a Venezia, dove abitavano alcuni parenti e dove avrebbe potuto osservare le opere di Jacopo Bellini.

### Norcia:La Madonna del Riscatto (1442)
Ormai la fama di Andrea De Litio era diffusa in tutto l'Abruzzo e nelle limitrofe Umbria e Marche, e sembra che il suo nome fosse arrivato anche alla Corte pontificia di Roma. Lungo la via del ritorno nella regione natìa, il De Litio si fermò nella città umbra di Norcia e qui gli venne dato l'incarico, assieme al maggior pittore locale, Nicola Ulisse da Siena, e al suo collaboratore Bartolomeo da Foligno, di affrescare la tribuna della chiesa di Sant'Agostino. Nel contratto di commissione Andrea De Litio viene citato come magister, cioè maestro, a evidente conferma non solo della sua notorietà, ma ci dà un sicuro indizio della sua origine: "29 aprile 1442: I maestri Bartolomeo di Tommaso da Foligno e Nicola d’Ulisse da Siena si associano con i maestri Luca di Lorenzo "de Alemania", Giambono di Corrado da Ragusa e "Andrea di Giovanni de Leccio", per dipingere a fresco il coro della chiesa di Sant'Agostino a Norcia." Degli affreschi che decoravano quella chiesa, ne è rimasto solo uno, proprio di De Litio: la Madonna del Riscatto; essa raffigura una donna anziana che intercede presso la Vergine per un innocente condannato a morte.

### Ritorno in Abruzzo e contatti con Roma
De Litio nel 1443 era già tornato in Abruzzo (si presume che si sia fermato ancora a Celano) e verso il 1445 eseguì per la città di Roma un San Pietro, successivamente andato perduto, che alcuni, senza fondamento, dicono si trovasse nella basilica di San Pietro in Vaticano.

### Periodo atriano (1445- 1481)
Nel 1445 Andrea De Litio giunse ad Atri, all'epoca un importante centro del Rinascimento grazie all'attività di mecenati dei duchi di Atri, gli Acquaviva (dal 1477 Acquaviva d'Aragona), e del Vescovo atriano, oltre alla ricca presenza di ordini religiosi, laici e di numerose famiglie nobili e mercantili.
Ad Atri Andrea De Litio dimorò e aprì bottega per un lungo periodo che va dal 1445 al 1481; in questi anni non restò sempre in quella città ma si spostò in varie altre località.

#### Primo soggiorno atriano (1445- 1450)

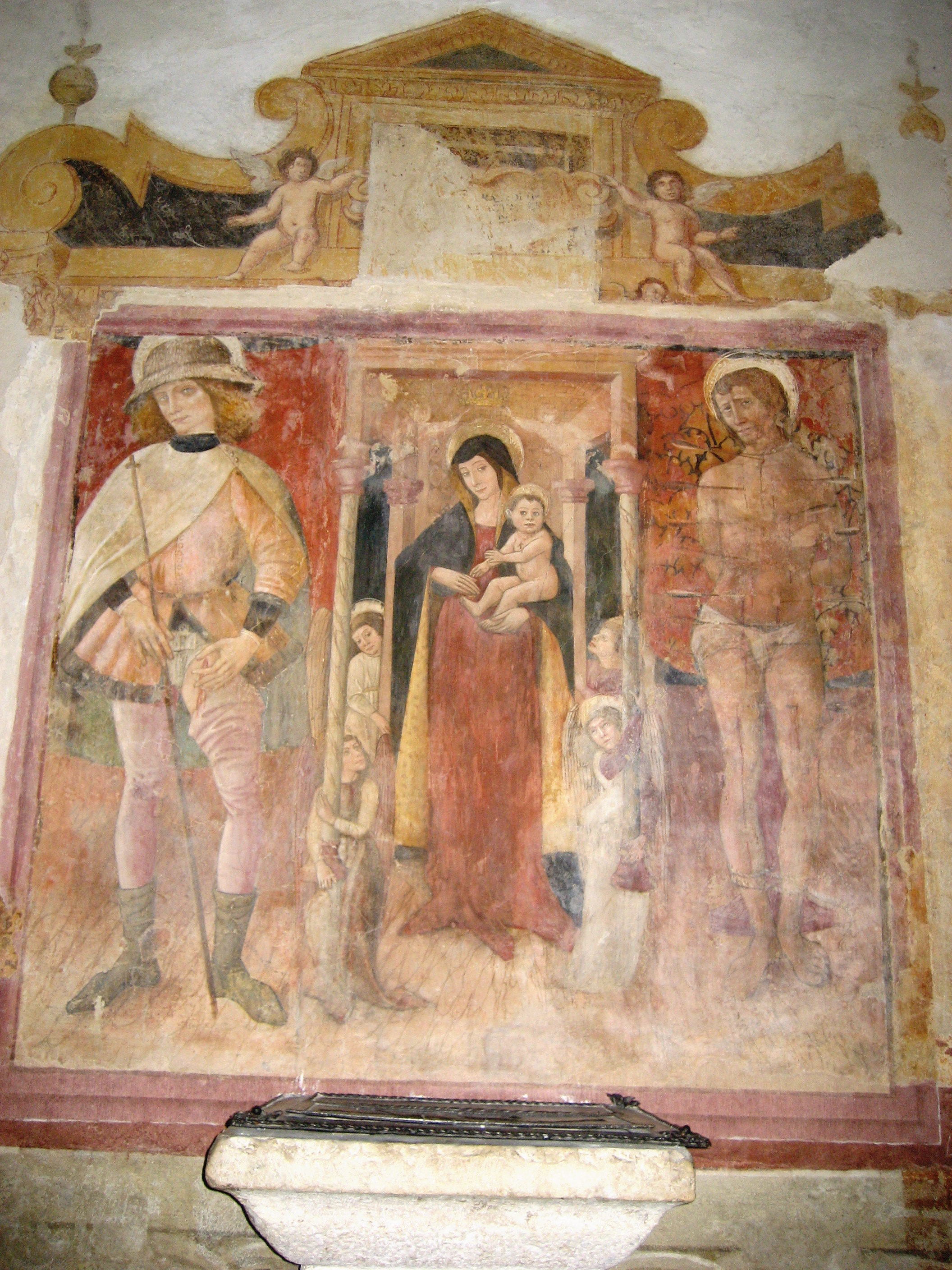
Trittico Madonna di Loreto e i santi Sebastiano e Rocco nella chiesa di San Nicola ad Atri.

Andrea De Litio arrivò ad Atri per motivi sconosciuti, ma molto probabilmente fu attratto dalla grande attività culturale che vi si svolgeva. Appena arrivato, gli giunse subito una commissione: la realizzazione di un affresco nella chiesa di San Nicola. L'affresco in questione, realizzato tra il 1445 e il 1450, è la Madonna di Loreto tra i santi Rocco e Sebastiano, un trittico murale presente in fondo alla navata sinistra della chiesa, dietro il battistero. L'opera fu alterata nel XVI secolo quando al di sopra vi fu aggiunto un altro affresco con due angeli che sorreggono un timpano, eseguito forse per rendere più completo l'affresco. Si presume che alla realizzazione di questo trittico murale abbia preso parte anche la bottega, che aveva appena aperto; un tempo, a causa del cattivo stato di conservazione in cui versava prima del restauro, si pensava che l'affresco fosse totalmente opera della bottega del De Litio. Dal Catasto del 1447 sappiamo che De Litio già era proprietario di un orto in contrada Porta Sant'Angelo e di una tenuta con vigna, che veniva coltivata da lavoratori stipendiati, presso Mutignano, all'epoca sotto la giurisdizione di Atri, successivamente divenuta frazione di Pineto. Ciò testimonia che il pittore aveva già raggiunto una considerevole fortuna. Non si conosce, invece, l'ubicazione della sua abitazione, dove teneva anche bottega: forse si trovava nel quarto di Capo d'Atri, anche se l'unica prova a favore sono solo gli affreschi di San Nicola (che era la chiesa di riferimento del quartiere, anche se essa amministrativamente rientrava in un altro rione).

#### Sulmona (1450)
Nel 1450 Andrea De Litio è a Sulmona, anch'essa al pari di Atri importante centro del Rinascimento in Abruzzo. Andrea De Litio, su commissione dei frati francescani, realizza nel presbiterio della chiesa di San Francesco della Scarpa un ciclo affrescato con la vita di Cristo e San Francesco d'Assisi; forse dovette dipingere anche la volta. Purtroppo il ciclo di affreschi, già seriamente danneggiato a seguito di una scossa nel 1456, è andato completamente perduto quando il terremoto del 1461 fece crollare la chiesa di San Francesco della Scarpa. Possiamo ben sapere però i soggetti raffigurati e la sua data di realizzazione grazie al contratto di commissione, conservato nell'Archivio Capitolare di Atri. Il contratto recita: "I procuratori della chiesa di S. Francesco della Scarpa di Sulmona, missere Silvestro, missere Antonio di Aristotile e missere Gregorio di Nicola da Sulmona, commissionano al "magistro" Andrea, "pentore de Leccia" (che in altre parti del documento viene anche chiamato anche "de Lictio" o "da Leccia"), la pittura a fresco della cappella grande di detta chiesa. Una copia del documento attestante il contratto di allogagione, redatta nel 1650, fu trovata nel 1897 da Luigi Sorricchio fra le carte dell’archivio privato Sorricchio di Atri, e pubblicata l’anno successivo da Pietro Piccirilli. Il documento originale fu in seguito trovato da Bruno Trubiani nell'Archivio Capitolare di Atri e pubblicato nel 1969. Anche qui c’è una nota importante da sottolineare: perché un documento stilato, con tanto di sigilli notarili, a Sulmona, viene ritrovato in un archivio di Atri; è stato ipotizzato da molte parti che il maestro Andrea abbia portato con sé tale contratto ad Atri (un imprecisato numero di anni dopo il 1450, forse nel 1465) per utilizzarlo come falsariga di un analogo contratto stipulato con i canonici della Cattedrale di Atri (o con gli stessi Acquaviva), onde dipingere il ciclo di affreschi, che lo ha reso universalmente noto, nel coro di quella chiesa. Anche in questo contratto si trae nota dell'origine inconfutabile del pittore, che ora è magister, pentore de Leccia, da Leccia e de Lictio.

#### A L'Aquila e a Firenze (1450- 1453)
Nel 1449, quando era ancora ad Atri, gli giunge una commissione dall'Aquila, e nel 1450, subito dopo aver ultimato gli affreschi di Sulmona, si reca nel capoluogo abruzzese. Nel Quattrocento L'Aquila era uno dei principali centri italiani del Rinascimento e fino al secolo successivo fu meta battuta da grandi nomi dell'arte. All'Aquila, intorno al 1450, sbriga la sua commissione: una Madonna del Latte nella chiesa di Sant'Amico.
Questo affresco è ancora permeato di reminiscenze gotiche (visibili soprattutto negli angeli), ma già traspaiono novità rinascimentali (negli atteggiamenti del Bimbo e della Madre o nel panneggio blu sullo sfondo). Entro il 1451 il Nostro è ritornato a Firenze, e qui diviene collaboratore, presumibilmente, di Beato Angelico, Piero della Francesca, Domenico Veneziano e il Sassetta. Questo nuovo soggiorno fiorentino fu molto importante per il De Litio, e in questo periodo realizza una tavola per la Basilica di Santa Maria Novella, una Madonna con Bambino oggi in collezione privata fiorentina. Nel 1452, quando era ancora a Firenze, gli giunge una nuova commissione da Atri: la famiglia Arlini, ricchi commercianti lombardi appena trasferitisi ad Atri, chiede di realizzare una Madonna con Bambino con ai piedi il capo famiglia. La tavola, oggi perduta, verrà subito iniziata ma completata durante il ritorno ad Atri. Alcuni sostengono che mentre ritornava in Abruzzo si sia fermato a San Severino Marche, dove conobbe l'opera di Lorenzo Salimbeni e diede i primi rudimenti dell'arte al giovane Lorenzo d'Alessandro.

#### Secondo soggiorno atriano (1453- 1460)

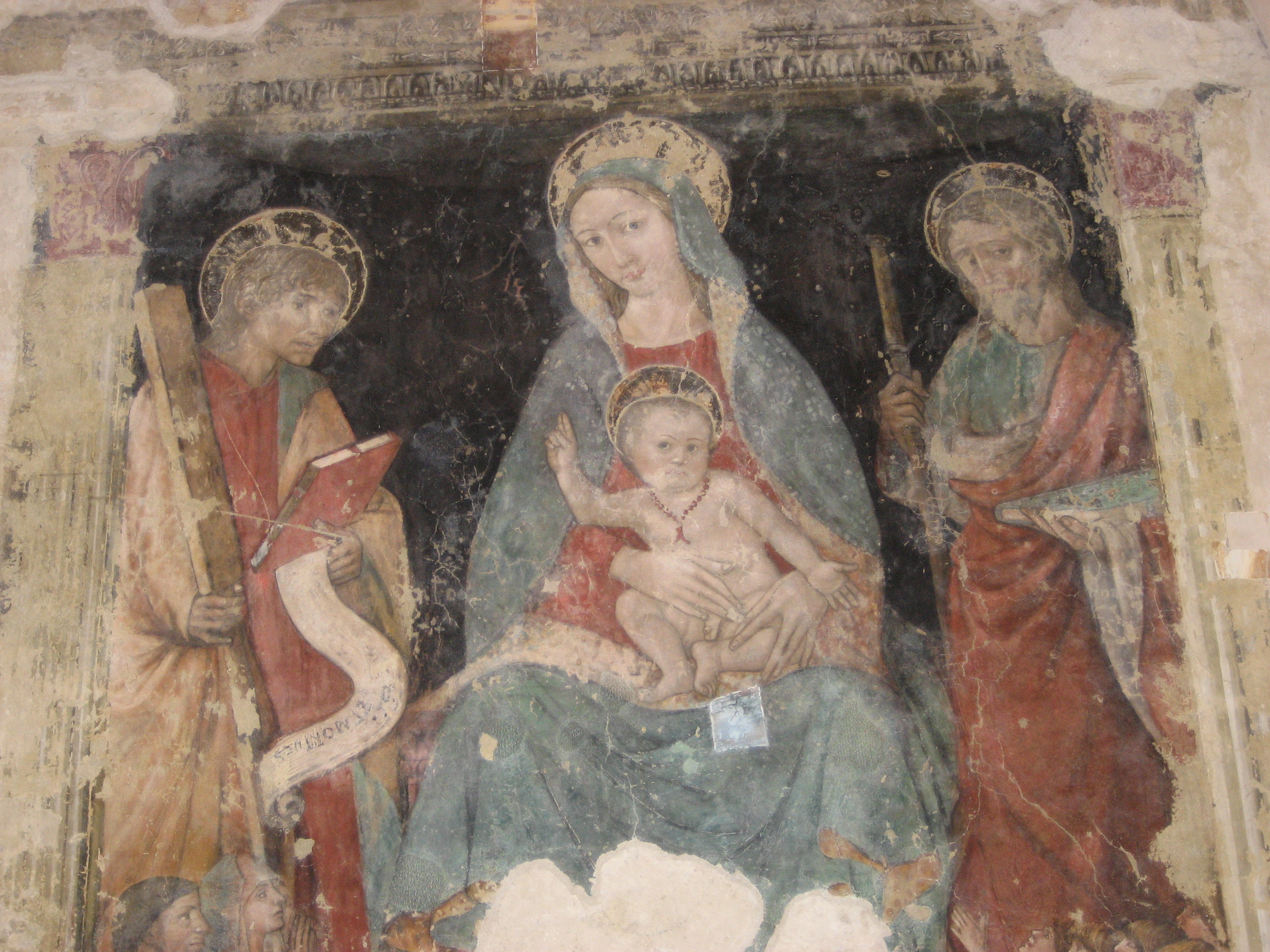
La Madonna delle Grazie (1460 ca.) nella chiesa atriana di Sant'Agostino.

Tornato nuovamente ad Atri, la confraternita di Santa Reparata ai Macelli gli commissiona per la propria chiesa (distrutta nel XVIII secolo) un ciclo di affreschi con la vita di una santa. Non sappiamo di che santa si trattasse, ma se questo ciclo era collocato nel presbiterio, è da intuire che si trattasse di Santa Reparata. Andrea De Litio si mise subito all'opera, ma concluse il tutto solo nel 1481, a causa delle continue e più importanti commissioni che gli giungevano e che lasciavano spesso sospeso il suo lavoro. Completò la tavola per la famiglia Arlini e verso il 1455 eseguì due tavole dipinte: un dittico (con il Matrimonio mistico di Santa Caterina a sinistra e una Crocifissione a destra) per la chiesa di Santa Maria La Nova a Cellino Attanasio (oggi al Museo Nazionale d'Abruzzo) e una Madonna con Bambino e santi per una chiesa di Firenze e oggi in una collezione privata di quella città. Intorno al 1460, poco prima di un'altra sua partenza, il duca di Atri Giosia I Acquaviva commissionò al De Litio l'affresco della Madonna delle Grazie nella chiesa di Sant'Agostino (Atri), restaurato nel 1994. In questo affresco, nella controfacciata della chiesa, la Vergine con il Bambino (che porta una collana di coralli) è al centro, mentre ai lati si trovano i santi Giacomo il Maggiore e Giovanni evangelista; ai piedi dei santi, si scorgone cinque figure di devoti in preghiera, molto probabilmente lo stesso Giosia I, sua moglie Margherita Riccardi e i tre figli.

#### In giro per l'Abruzzo (1460)
Intorno all'anno 1460 Andrea De Litio risulta presente in varie parti d'Abruzzo per realizzare vari affreschi. A Lucoli, nell'abbazia di San Giovanni Battista, realizza un ciclo di affreschi, con larga partecipazione della bottega; di questo ciclo d'affreschi, commissionato dall'abate Giovan Battista Gaglioffi, concluso nel 1461 dalla bottega, non è rimasto nulla, se non alcuni affreschi sparsi lungo la chiesa: un San Lorenzo, un San Giorgio, un San Francesco e un ritratto di vecchio (frammento di un affresco più grande).
Vi è anche la raffigurazione di un santo francescano, opera però della bottega.
All'Aquila, di nuovo nella chiesa di Sant'Amico, realizza un altro affresco, la Crocifissione, che però ci è giunta molto alterata a causa dei ritocchi del XIX secolo: l'unica parte originale è il volto di Cristo. Il grande affresco fu concluso solo nel 1465, dopo aver sospeso i lavori, molto probabilmente con l'aiuto di un allievo. Mentre era all'Aquila, realizza la pala d'altare del santuario della Madonna d'Appari a Paganica, una tavola oggi giunta frammentaria a causa di un incendio divampato nella chiesa alla fine del XV secolo, conservata al Museo nazionale d'Abruzzo.
Lungo la strada del ritorno ad Atri, si ferma a Castelli (dove, per la chiesa della Madonna delle Lacrime - allora San Rocco - realizza l'Incoronazione della Vergine, di cui oggi è rimasto un frammento con il volto di Maria, la cosiddetta Madonna delle Lacrime, così chiamata perché pianse sangue nel 1499; la corona sopra la testa della Madonna è aggiunta del XVII secolo) e ad Isola del Gran Sasso d'Italia (sua è la Madonna con Bambino fra i santi Rocco e Sebastiano, affresco nella "cona" di San Sebastiano, poi dedicata ai Caduti di guerra).

#### Terzo soggiorno atriano (1460- 1481)

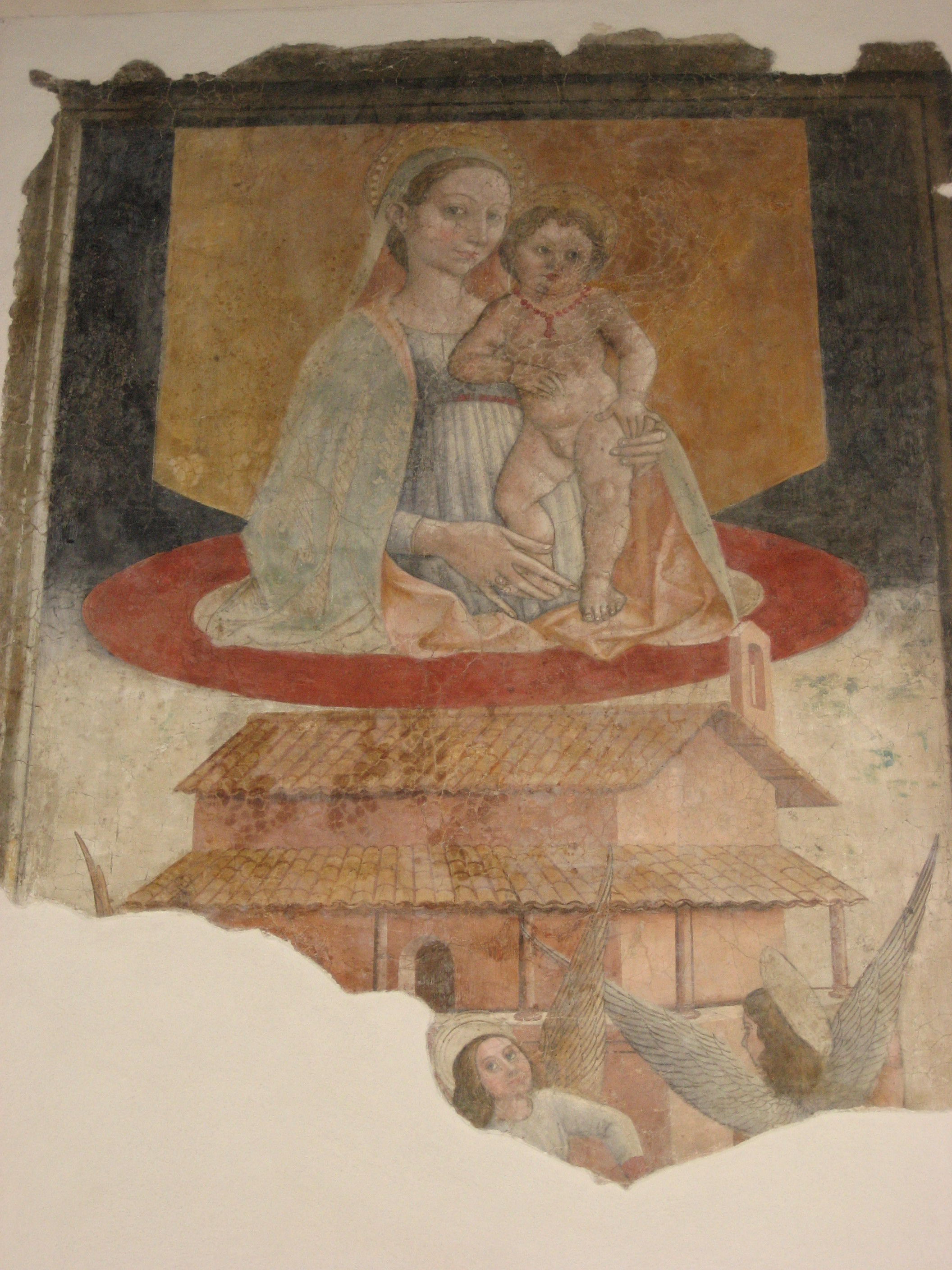
La Madonna d'Alto Mare nel Duomo di Atri.

Ritornato ad Atri, realizza subito due affreschi per la Cattedrale: una Madonna di Loreto e la Madonna d'Alto mare.
Il primo, su una delle colonne della navata centrale, fu realizzato forse con l'aiuto di un allievo; la Vergine è posta sotto un tabernacolo retto da angeli, secondo un'iconografia lauretana tipicamente gotica. Così come rimandano al gotico le vesti della Vergine e il panneggio dell'abito.
Vi sono però anche delle innovazioni rinascimentali, come il pavimento a scacchiera in prospettiva. Particolari interessanti sono gli angeli che si voltano quasi di scatto verso il fedele, cose se richiamati da qualcuno, e il Bambino Gesù, molto vispo, che cerca di prendere a tutti i costi un fiore tenuto in mano dalla Madre. La Madonna d'Alto Mare ritrae anch'essa la Madonna di Loreto, ma soprattutto nell'iconografia è tipicamente rinascimentale. Infatti, la Vergine con il Bambino, raffigurata a mezzo busto al di sopra di un disco dorato, si mostra sorridente; il Bambino, con una collana di corallo, è in piedi sostenuto dalla Madre. Sotto, degli angeli trasportano la Santa Casa a Loreto. Questo affresco contiene molti particolari interessanti; intanto, la raffigurazione della Santa Casa è una delle più attendibili, visto che la raffigura così come era visibile all'epoca prima delle trasformazioni del '500. Inoltre, queste è una delle prime raffigurazioni "ufficiali" della Vergine di Loreto. Il titolo "Madonna d'Alto Mare" nasce dal racconto leggendario del trasporto della Santa Casa da Nazaret alle Marche], per cui gli angeli avrebbero sorvolato anche il mare aperto, "alto mare" appunto. Infatti nella parte inferiore del dipinto, prima che essa scomparisse, era visibile una raffigurazione del mar Adriatico, oltre al profilo di una città identificata con Atri: si narra, infatti, che la notte tra il 7 e l'8 dicembre 1294 gli angeli, durante il trasporto della Santa Casa, si siano fermati proprio ad Atri (e da ciò si facevano derivare gli attuali "Faugni", anche se ormai è accertata la loro origine pagana).

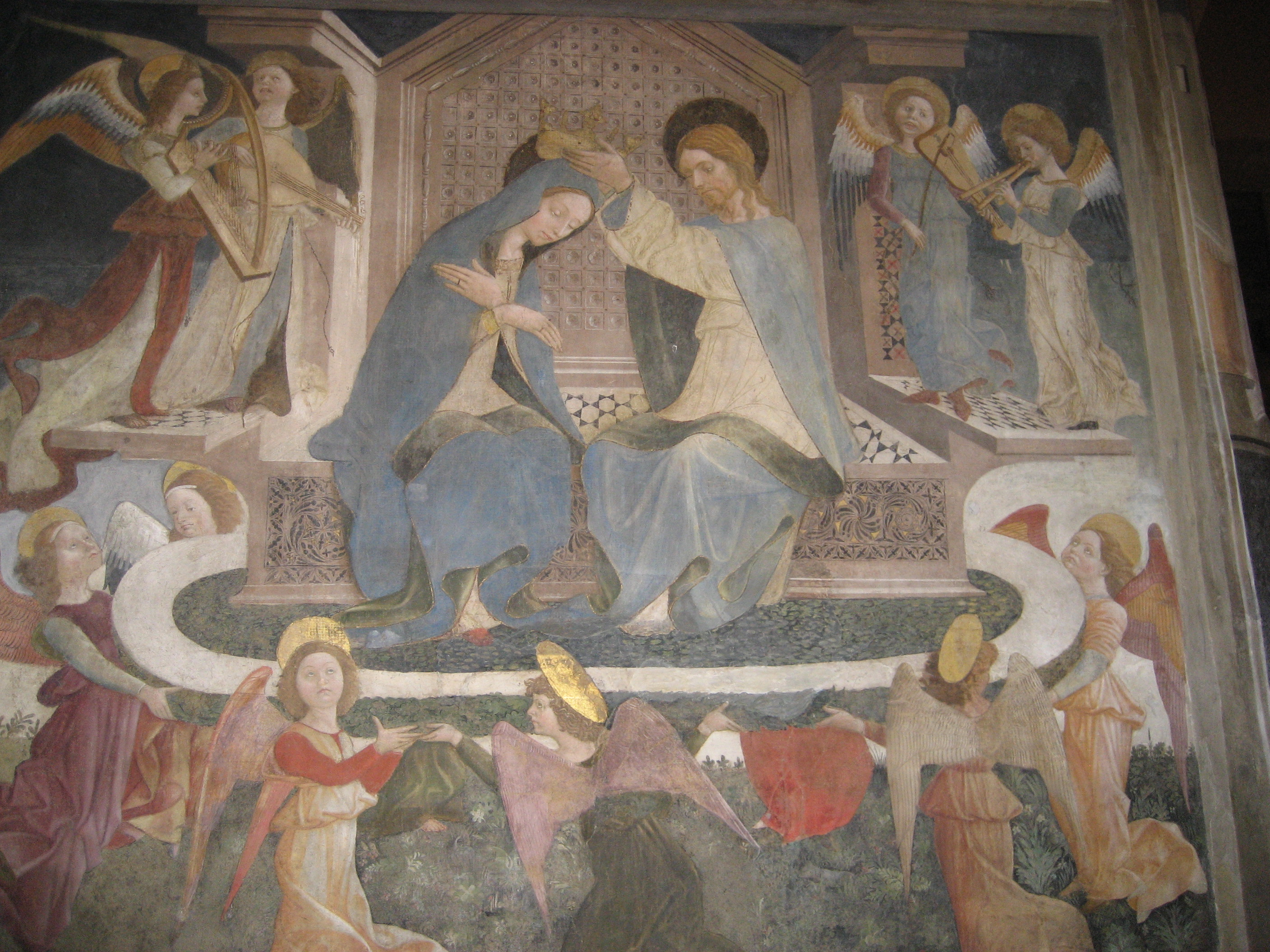
Incoronazione di Maria, dalle Storie di Maria nel Duomo di Atri.

Intorno al 1460 ad Andrea giunge la commissione, dal capitolo della Cattedrale e dal vescovo Antonio Probi, di affrescare il presbiterio del Duomo di Atri, detto "Coro dei Canonici": si trattano di 21 scene, più una raffigurante un paesaggio montano- rurale (opera questa però di un modesto artista del XVI secolo). Gli affreschi, suo capolavoro, completati poi da altre decorazioni negli anni successivi, lo impegnaranno per circa un decennio. In questo periodo, però, nonostante sia tutto preso dagli affreschi del Coro, è molto attivo e dipinge anche altre opere.
Nel 1463 vende la sua vigna di Mutignano ma l'anno dopo la ricompra; nello stesso 1464 trasferisce la bottega in un locale nelle immediate vicinanze del duomo, zona più centrale. Nel 1465, assieme all'allievo Giovanni de Varesis (secondo altri invece è il committente; c'è chi interpreta il de Varesis come cognome, altri invece ritengono il pittore -o il nobile committente- di origini varesine), dipinge la Madonna adorante il Bambino; l'affresco, nel Duomo di Atri, è oggi arrivato frammentario: quasi del tutto perduta la parte inferiore (dove si riconoscono il nome del committente e la data), ben conservato invece il resto con la raffigurazione della Vergine e il Bambino. Sempre in questo periodo lo ritroviamo ancora attivo in altre parti d'Abruzzo per altre opere: a Sulmona completa un affresco sullo scalone di Palazzo Sanità, la cosiddetta Madonna Sanità; torna di nuovo a Isola del Gran Sasso d'Italia e interviene nuovamente nella cona di San Sebastiano, sulla cui facciata realizza l'Annunciazione (ricca di riferimenti a Piero della Francesca, come il volto della Vergine); a L'Aquila nella chiesa della Beata Antonia, tra il 1468 e il 1470, realizza tre affreschi, la Madonna e Sant'Ansano (probabilmente commissionata da un senese, ritoccata nel '500 da Saturnino Gatti), la Madonna con Bambino e la Natività.
Nel frattempo, alla data del 1469 De Litio risulta proprietario di una casa situata dietro la chiesa di Sant'Agostino, acquistata da Giorgio di Castel del Monte. Il trasferimento, che forse potrebbe risalire a qualche anno prima, nel Quarto di Santa Maria, ovvero il quartiere dove si trovavano tutte le principali istituzioni religiose e civili e abitavano gran parte delle famiglie agiate, fu deciso dal De Litio per poter meglio controllare i lavori nel duomo, ma prova anche un aumento della ricchezza personale.
Conclusa la prima parte degli affreschi del coro del Duomo di Atri, Andrea De Litio riceve dal vescovo di Atri Antonio Probi il compito di proseguire l'opera affrescando anche le colonne ottagonali del coro con raffigurazioni di santi: conclusa nel 1475, questa decorazione si sviluppa intorno a due colonne e si è ben conservata; è tipicamente rinascimentale, con i santi ritratti come ricchi paggi e vescovi all'interno di nicchie a conchiglia. Da notare il San Gregorio Magno, probabile ritratto del vescovo Probi.
Per la vicina Mutignano esegue la Pala di San Silvestro, collocata sull'altar maggiore della parrocchiale di Sant'Ilario, conclusa nel 1480: al centro è raffigurata, in posizione ieratica e solenne, il papa, mentre ai lati 4 tavolette con le storie del santo (Miracolo del toro, Miracolo del drago, Disputa con i rabbini e Battesimo di Costantino). Le 4 tavolette sono state rubate nel 2006 e sostituite da copie.
Nello stesso torno d'anni è a Guardiagrele, dove realizza una tempera su tavola (Miracolo di santa Chiara) oggi perduta, un ciclo di affreschi anch'esso perduto, storie di Maria per il Duomo di Guardiagrele (pure perduto). È arrivato sino a noi, per fortuna, il gigantesco San Cristoforo, affresco lungo il porticato destro del Duomo di Guardiagrele, unica sua opera firmata e datata (1473) tramite il quale si è potuto ricostruire il suo iter artistico.
Ad Atri, tra il 1476 e il 1479, su commissione del duca Giulio Antonio I Acquaviva d'Aragona, che ha appena unito al suo cognome quello del re di Napoli (segno della grande stima che godeva alla corte partenopea), realizza vari affreschi nel palazzo ducale, tutti andati perduti. Nel 1477 realizza il ritratto dello stesso duca, una rara tempera su tela, pur esso nel Palazzo ducale e anch'esso perduto. Le entrate aumentano per il pittore, così acquista ancora altre proprietà: un orto tassato 8 grani all'interno delle mura, una vigna con uliveto di 6 tareni e 10 grani in territorio di Silvi e un terreno arabile di 11 tareni di cui non è specificata la collocazione.
Il soggiorno atriano ormai volge al termine. Degli ultimi periodi (1480-1481) è la realizzazione dell'ultima parte degli affreschi del Coro del Duomo di Atri: i dipinti della volta raffiguranti I quattro evangelisti con i Dottori della Chiesa, voluti ancora dal vescovo Probi. Lo stile di De Litio questa volta è ancora più evoluto, seppur sono onnipresenti riferimenti all'arte tardogotica. Agli angoli di ogni crociera della volta dipinse le Virtù Cardinali e Teologali.

### Gli ultimi anni (1481 - 1495)
Nel 1481 De Litio lascia Atri, poiché in quell'anno un documento indica la vendita di tutte le sue proprietà.
La casa viene data al figlio Cola, i due orti alla congrega di San Nicola dei Sarti (che era sorta proprio in quel periodo e a cui il De Litio forse era affiliato, benché non fosse sarto), mentre tutti gli altri terreni vengono messi all'asta e acquistati da privati. Solo la vigna di Mutignano rimane ancora in suo possesso, ed è probabile che di tanto in tanto vi tornasse. Il perché di questo repentino trasferimento potrebbe ricercarsi nella morte del duca Giulio Antonio Acquaviva, che gli atriani tentarono di sfruttare per cacciare definitivamente i duchi e riappropriarsi delle libertà comunali. In questo clima torbido di proteste e sommosse, De Litio, ormai anziano, preferì andarsene.
Si stabilisce subito a Chieti, dove realizza una Madonna con Bambino fra due santi (frammentaria) per la chiesa di San Domenico, oggi alla Pinacoteca Barbella. Passato il clima delle proteste, De Litio riallacciò i rapporti con Atri, da dove provengono infatti una Madonna con Bambino e santi (1480 circa) e il Polittico di San Nicola (1485), oggi rispettivamente alla Collezione Kisters di Zurigo e al Walters Museum di Baltimora; ancora dall'area del teramano viene la grande tavola con San Benedetto e Totila (1483-1491), ultimata dalla bottega, già nel Duomo di Teramo e successivamente a Providence. Di incerta provenienza è invece l'Annunciazione (1480-1484), oggi al Metropolitan Museum of Art ma che fino agli anni cinquanta si trovava nella Collezione Dragonetti- De Torres all'Aquila.
Quest'ultimo periodo è segnato anche da un lutto: la morte del figlio Francesco (1484), sepolto nel duomo di Guardiagrele.
Di De Litio non sappiamo né l'anno né il luogo della morte: il decesso si può collocare negli anni compresi tra il 1490 e il 1495 (ma l'impressione è che non abbia superato il 1492), anni in cui sembra tornato nella natìa Marsica come testimoniano due affreschi presenti a Tagliacozzo.
C'è anche chi opta per altri due luoghi: Chieti, che stando ai soli documenti scritti è l'ultimo posto dove è documentato, oppure Atri, dove comunque era rimasto di casa e dove manteneva ancora lavoratori nel terreno di Mutignano.

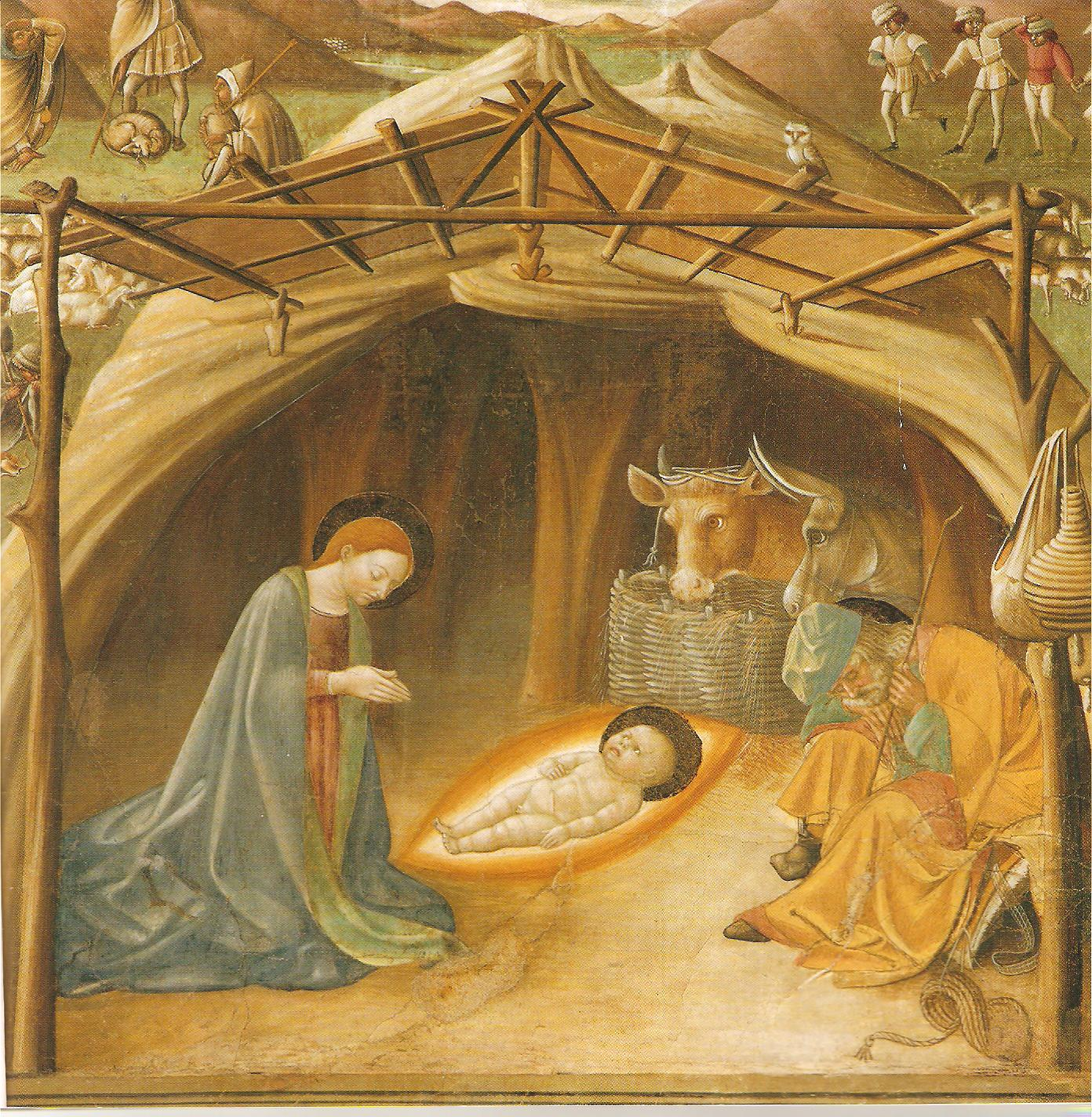
Natività, particolare delle Storie di Maria nel coro del Duomo di Atri.

### Il ciclo di affreschi della cattedrale di Atri
La parte più importante della sua opera è costituita dagli splendidi affreschi del Duomo di Atri, iniziati probabilmente verso il 1460 e ultimati in più fasi nel 1481. Il ciclo pittorico raffigura tra l'altro le Storie della Vergine (da Gioacchino e Anna sino all'incoronazione di Maria in cielo), la Strage degli innocenti, con una serie di sfondi prospettici che rendono gli affreschi molto interessanti anche nei particolari dei personaggi minori. Non manca la raffigurazione di Santa Reparata, patrona di Atri.

## La riscoperta di De Litio

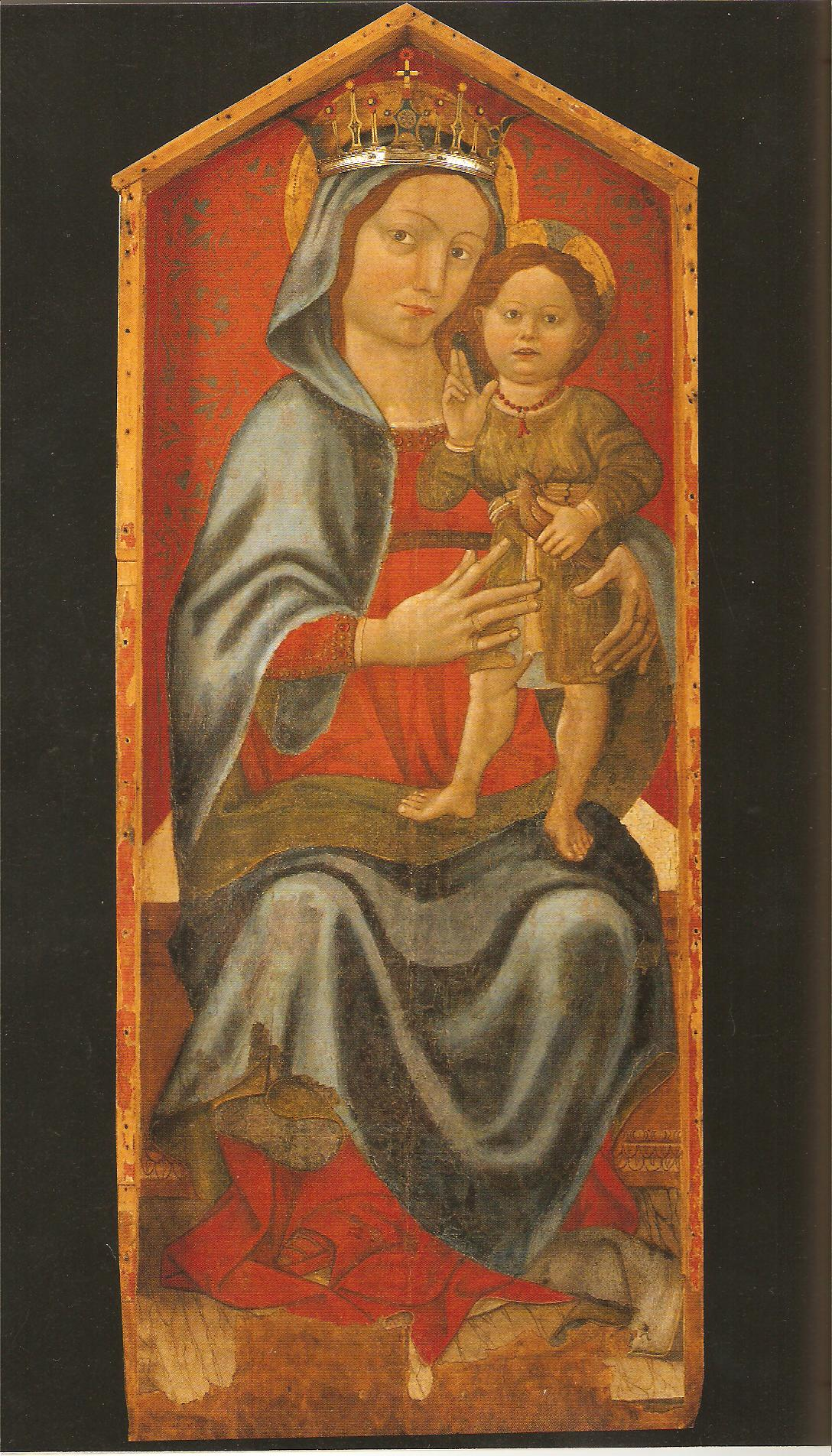
Madonna con Bambino (1465 ca.) nella chiesa della Madonna del Lago a Moscufo.

Negli ultimi tempi si è riscontrato molto interesse per quest'artista che fino a poco tempo prima era classificato semplicemente come pittore locale abruzzese. In occasione di un convegno nazionale, a cura di Roberto Mastrostefano, tenutosi al museo Paludi di Celano nel 2000 l'artista è stato definitivamente consacrato come uno dei maggiori del Quattrocento per l'Italia centro-meridionale.

## Opere

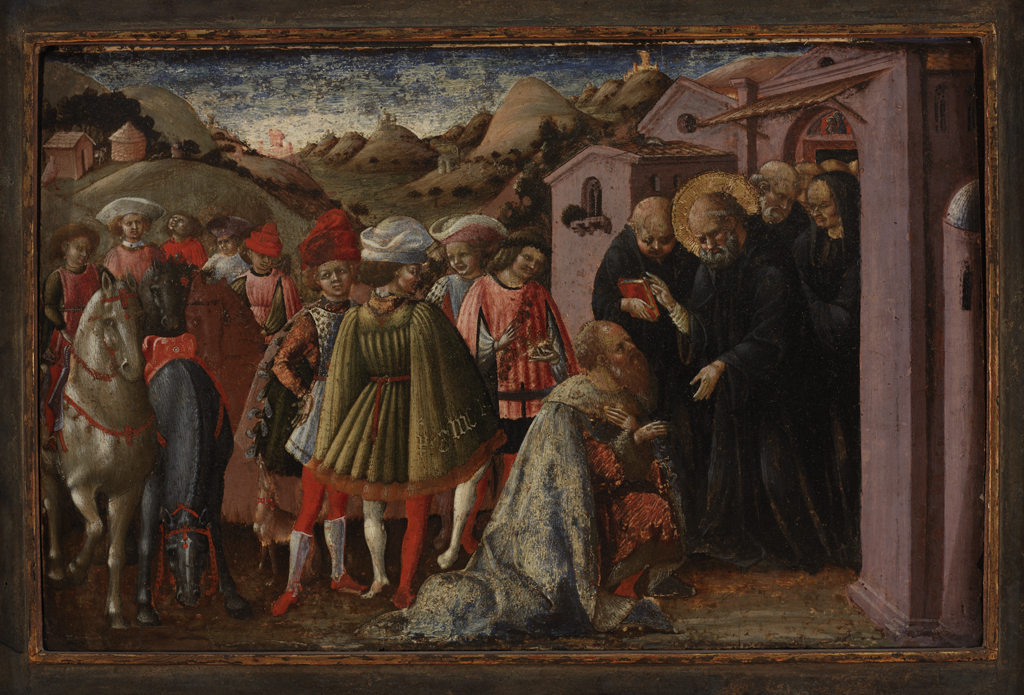
S. Benedetto benedice Totila

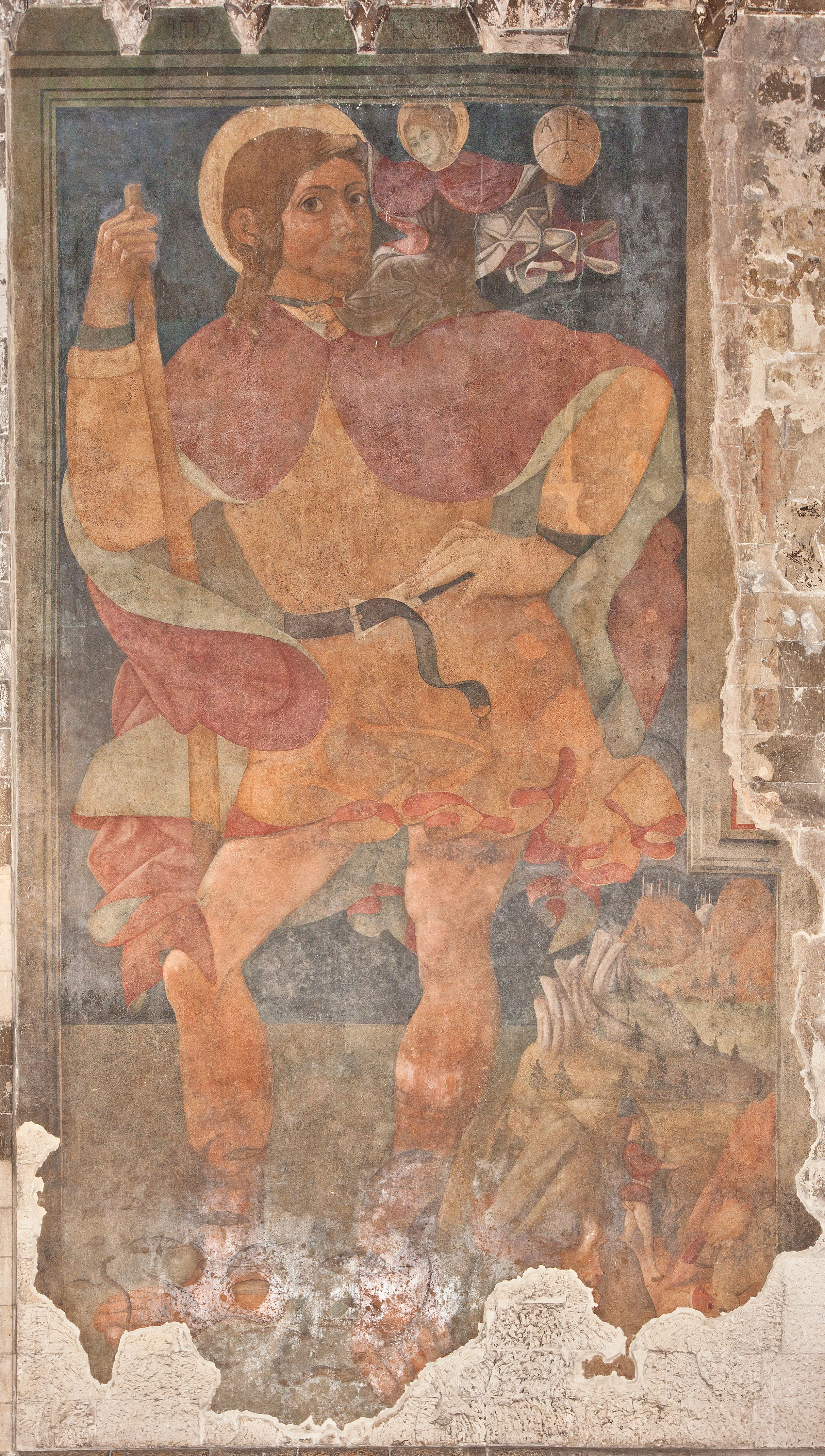
Il San Cristoforo sul porticato sud della Chiesa collegiata di Santa Maria, Guardiagrele

- La Vergine, nota come Madonna di Cese, (frammento di Madonna col Bambino), tempera su tavola, 1439; Celano, Museo d'arte sacra della Marsica, proveniente dall'originaria chiesa di Santa Maria in Cese, nell'omonima frazione di Avezzano.
- Madonna del Riscatto, affresco, 1442; Norcia, chiesa di Sant'Agostino.
- Madonna con il Bambino, affresco, 1440 circa; Celano, chiesa di San Giovanni Battista.
- Madonna di Loreto e i santi Rocco e Sebastiano, affresco, 1445- 1450 (ritocchi del XVI secolo); Atri, chiesa di San Nicola.
- Madonna del Latte, affresco, 1450 circa; L'Aquila, chiesa di Sant'Amico.
- Madonna con Bambino, tempera su tavola, 1450 circa; Firenze, collezione privata, proveniente dalla Basilica di Santa Maria Novella a Firenze.
- Matrimonio mistico di Santa Caterina; Crocifissione (Dittico), tempera su tavola, 1455 circa; L'Aquila, Museo Nazionale d'Abruzzo, proveniente dalla chiesa di Santa Maria La Nova a Cellino Attanasio.
- Madonna con Bambino e santi, tempera su tavola, 1455- 1460; Firenze, collezione privata.
- San Lorenzo, affresco, 1460 circa; Lucoli, Abbazia di San Giovanni Battista.
- San Giorgio, affresco, 1460 circa; Lucoli, Abbazia di San Giovanni Battista.
- San Francesco, affresco, 1460 circa; Lucoli, Abbazia di San Giovanni Battista.
- Ritratto di vecchio, affresco, 1460 circa; Lucoli, Abbazia di San Giovanni Battista.
- Crocifissione, affresco, 1460- 1465 circa (ritocchi del XIX secolo); L'Aquila, chiesa di Sant'Amico.
- Madonna con Bambino, i santi Giacomo Maggiore e Giovanni evangelista e il duca di Atri Giosia I Acquaviva, la moglie Margherita Riccardi e i figli (Madonna delle Grazie), affresco, 1460 circa; Atri, chiesa di Sant'Agostino.
- Madonna con Bambino (frammento), tempera su tavola, 1460 circa; L'Aquila, Museo nazionale d'Abruzzo, proveniente dal santuario della Madonna d'Appari a Paganica.
- Madonna delle Lacrime, affresco, 1460 circa; Castelli, chiesa della Madonna delle Lacrime.
- Madonna con Bambino tra i santi Sebastiano e Rocco, affresco, 1460 circa; Isola del Gran Sasso d'Italia, "cona" di San Sebastiano (Cappella dei Caduti).
- Madonna d'Alto mare, affresco, 1460 circa; Atri, Duomo di Atri.
- Madonna di Loreto, affresco, 1460 circa; Atri, Duomo di Atri.
- Madonna in trono con Bambino, tavola, 1465 circa; Moscufo, chiesa di S.Maria del Lago.
- Madonna con Bambino detta 'Madonna Sanità', affresco, 1460- 1470; Sulmona, Palazzo Sanità.
- Annunciazione, affresco, 1460-1470; Isola del Gran Sasso d'Italia, "cona" di San Sebastiano (Cappella dei Caduti).
- Storie della vita di Maria, ciclo di affreschi, 1460-1470; Atri, Duomo di Atri.

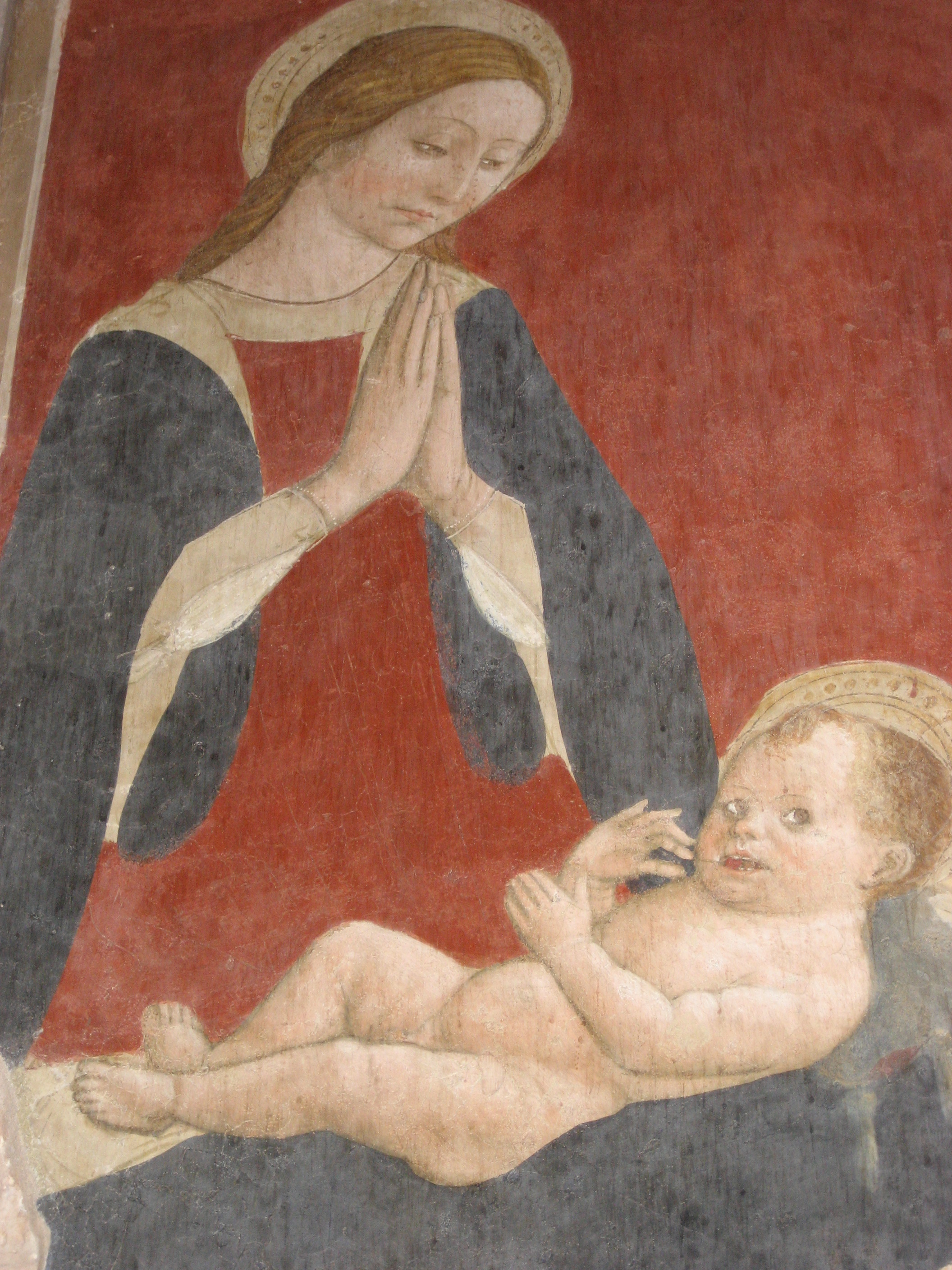
Madonna adorante il Bambino (1465), Duomo di Atri.

- Madonna adorante il Bambino, affresco, assieme a tal Giovanni di Varese, 1465; Atri, Duomo di Atri.
- Madonna con Bambino, affresco, 1468; L'Aquila, chiesa della Beata Antonia.
- Natività, affresco, 1468- 1470; L'Aquila, chiesa della Beata Antonia.
- Madonna con Bambino e Sant'Ansano, affresco, 1470 circa (aggiunte e rifacimenti del Cinquecento di Saturnino Gatti); L'Aquila, chiesa della Beata Antonia.
- Santi, ciclo di affreschi nelle colonne del Coro, 1470- 1475; Atri, Duomo di Atri.
- San Cristoforo, affresco, firmato, 1473; Guardiagrele, Duomo di Guardiagrele.
- San Silvestro e quattro storie della sua vita (Pala di San Silvestro), tempera su tavola, 1470- 1480; Mutignano, contemporanea frazione di Pineto, chiesa di Sant'Ilario.
- Evangelisti, Dottori della Chiesa e Virtù, affreschi della volta del Coro, 1480-1481; Atri, Duomo di Atri.
- Madonna con Bambino fra due santi (Sacra Conversazione), affresco staccato, 1481; Chieti, Museo d'arte Costantino Barbella, proveniente dalla distrutta chiesa di San Domenico a Chieti.
- Madonna con Bambino e santi, tempera su tavola, 1480 circa; Zurigo, Collezione Kisters, proveniente dal Duomo di Atri.
- Polittico di San Nicola, tempera su tavola, 1485 circa; Baltimora, Walters Museum, proveniente dalla chiesa di San Nicola ad Atri.
- Annunciata, tempera su tavola, 1480- 1484; New York, Metropolitan Museum, proveniente dalla collezione Dragonetti- De Torres a L'Aquila.
- San Benedetto e Totila, tempera su tavola, 1483- 1491 (ultimata dalla bottega); Providence, Island School, proveniente dal Duomo di Teramo.
- San Cristoforo, affresco, 1489- 1491; Tagliacozzo, chiesa di Santa Maria del Soccorso.
- Madonna del Soccorso, affresco, 1490 circa; Tagliacozzo, chiesa di Santa Maria del Soccorso.

## Opere perdute
- Storie di Cristo e di San Francesco, ciclo di affreschi, 1450; Sulmona, chiesa di San Francesco della Scarpa.
- Allegorie, affreschi, 1476- 1478; Atri, Palazzo ducale degli Acquaviva (Sede del municipio).
- Ritratto del duca di Atri Giulio Antonio Acquaviva d'Aragona, tempera su tela, 1477; Atri, Palazzo ducale degli Acquaviva.
- Danzatrici, affresco, 1479 ?; Atri, Palazzo ducale degli Acquaviva (Sede del municipio).
- Madonna con Bambino e membro della famiglia Arlini, tempera su tavola, 1452; Atri, Palazzo Arlini.
- Storie di una santa (Santa Reparata ?), ciclo di affreschi, 1453- 1481; Atri, distrutto oratorio di Santa Reparata ai Macelli.
- Storie della vita di Maria, ciclo di affreschi, 1474- 1475; Duomo di Guardiagrele.
- Storie della vita di Sant'Antonio di Padova (?), ciclo di affreschi, 1475 circa.
- Miracolo di Santa Chiara, tempera su tavola, 1470- 1475; Guardiagrele.
- San Pietro, affresco (?), 1445 circa (?); Roma, Basilica di San Pietro (?).